# Begraafplaats van Willems
De Begraafplaats van Willems is een gemeentelijke begraafplaats in de Franse gemeente Willems in het Noorderdepartement. De begraafplaats ligt aan de Rue des Poilus op 650 m ten zuidoosten van het dorpscentrum (Église Saint-Martin). Ze heeft een langwerpige rechthoekige vorm en wordt omgeven door een haag. De toegang bestaat uit twee bakstenen zuilen waartussen een dubbel hek is geplaatst.
Rechts van de ingang staat een gedenkteken voor de gesneuvelde dorpsgenoten en liggen er ook 14 graven van slachtoffers uit de beide wereldoorlogen. 

## Britse oorlogsgraven
Rechts van de toegang, vlak bij het Franse gedenkteken ligt een Brits militair perk met de graven van 11 geïdentificeerde gesneuvelden uit de Eerste Wereldoorlog. De slachtoffers vielen allen tijdens het geallieerde eindoffensief in oktober en november 1918. De graven worden onderhouden door de Commonwealth War Graves Commission en zijn daar geregistreerd als Willems Communal Cemetery.